# Amaama to Inazuma
Amaama to Inazuma (甘々と稲妻 lit. «dulzura y relámpagos»?), también conocido como Sweetness & Lightning, es un manga escrito e ilustrado por Gido Amagakure. Fue serializado en la revista good! Afternoon de Kōdansha entre marzo de 2013 y agosto de 2018 siendo recopilado en doce volúmenes tankōbon. En España fue licenciado por Planeta Cómic quien publicó el primer tomo el 17 de septiembre de 2019. Una adaptación al anime producida por TMS Entertainment fue emitida en Japón entre julio y septiembre de 2016.

## Argumento
Kōhei Inuzuka es un maestro que ha estado criando a su hija, Tsumugi, solo, tras el fallecimiento de su esposa. Habiendo comprado principalmente comidas preparadas para su hija desde entonces, el encuentro de Kōhei con una de sus estudiantes, Kotori Iida, lo lleva a comenzar a cocinar para proporcionar comidas adecuadas para Tsumugi.

## Personajes
Kōhei Inuzuka (犬塚 公平 Inuzuka Kōhei?)
Seiyū: Yūichi Nakamura
Tsumugi Inuzuka (犬塚 つむぎ Inuzuka Tsumugi?)
 Seiyū: Rina Endō
Kotori Iida (飯田 小鳥 Iida Kotori?)
 Seiyū: Saori Hayami
Shinobu Kojika (小鹿 しのぶ Kojika Shinobu?)
 Seiyū: Haruka Tomatsu
Yūsuke Yagi (八木 祐介 Yagi Yūsuke?)
 Seiyū: Tomokazu Seki
Megumi Iida (飯田 恵 Iida Megumi?)
 Seiyū: Satomi Arai
Tae Inuzuka (犬塚 多江 Inuzuka Tae?)
 Seiyū: Ai Kayano
Yuuka (ゆうか?)
 Seiyū: Shinmugi Koga
Hana (ハナ?)
 Seiyū: Saya Ando
Mikio (ミキオ?)
 Seiyū: Shoki Tsuru
Momoya (桃谷先生?)
 Seiyū: Hirokazu Machida

## Contenido de la obra

### Manga
El manga Sweetness & Lightning fue escrito e ilustrado por Gido Amagakure, siendo serializado en la revista good! Afternoon de Kōdansha entre marzo de 2013 y agosto de 2018. El primer tomo en formato tankōbon fue publicado el 6 de septiembre de 2013, siendo recopilado en doce volúmenes hasta febrero de 2019. El séptimo volumen fue lanzado en dos ediciones, una edición regular y una edición limitada; en la edición limitada fue incluida la lonchera de Tsumugi.
La serie fue licenciada en español por Planeta Cómic para España, y el primer volumen se publicó el 17 de septiembre de 2019. Actualmente se encuentra en proceso de edición, con salida prevista del volumen 10 el 13 de julio de 2022 y del volumen 11 el 19 de octubre de 2022. Asimismo, se realizó una edición en formato económico del primer volumen de la serie, dentro de la colección Shojo Manía.

#### Lista de volúmenes
| N.º | Fecha de lanzamiento    | ISBN original      | Fecha de lanzamiento en español | ISBN en español    |
| --- | ----------------------- | ------------------ | ------------------------------- | ------------------ |
| 1   | 6 de septiembre de 2013 | ISBN 9784063879179 | 17 de septiembre de 2019        | ISBN 9788491736653 |
| 2   | 7 de marzo de 2014      | ISBN 9784063879636 | 12 de noviembre de 2019         | ISBN 9788491736660 |
| 3   | 5 de septiembre de 2014 | ISBN 9784063879940 | 18 de febrero de 2020           | ISBN 9788413411859 |
| 4   | 6 de marzo de 2015      | ISBN 9784063880366 | 14 de julio de 2020             | ISBN 9788413411866 |
| 5   | 7 de septiembre de 2015 | ISBN 9784063880786 | 24 de febrero de 2021           | ISBN 9788413411842 |
| 6   | 7 de marzo de 2016      | ISBN 9784063881264 | 1 de diciembre de 2021          | ISBN 9788413411873 |
| 7   | 7 de julio de 2016      | ISBN 9784063881509 | 23 de febrero de 2022           | ISBN 9788413417677 |
| 8   | 6 de enero de 2017      | ISBN 9784063882292 | 27 de abril de 2022             | ISBN 9788491748458 |
| 9   | 7 de julio de 2017      | ISBN 9784063882742 | 15 de junio de 2022             | ISBN 9788491748465 |
| 10  | 5 de enero de 2018      | ISBN 9784065110164 | 13 de julio de 2022             | ISBN 9788491748472 |
| 11  | 6 de julio de 2018      | ISBN 9784065120699 | 19 de octubre de 2022           | ISBN 9788491748489 |
| 12  | 7 de febrero de 2019    | ISBN 9784065144985 | –                               | –                  |

### Anime
La adaptación al anime fue anunciada en el número de abril de 2016 de la revista good! Afternoon. La serie fue producida por TMS Entertainment, dirigida por Tarou Iwasaki, con guiones de Mitsutaka Hirota, diseño de personajes de Hiroki Harada y música de Nobuko Toda. La serie de 12 episodios fue emitida en Japón entre el 4 de julio y el 19 de septiembre de 2016 y transmitida simultáneamente por Crunchyroll. El tema de apertura «Harebare Fanfare» (晴レ晴レファンファーレ?) fue interpretado por Mimi Meme Mimi, mientras que el tema de cierre «Maybe» por Brian the Sun.